# Ян Ольшанський
Слуга Божий Ян Ольшанський MIC (пол. Jan Olszański; 14 січня 1919, с. Гутисько Бродське, Бродський повіт, Тернопільське воєводство, Польська Республіка — 23 лютого 2003, м. Кам'янець-Подільський) — римо-католицький єпископ, маріанин; у 1991—2002 роках — єпископ Кам'янець-Подільської дієцезії.

## Життєпис
Ян Ольшанський народився 14 січня 1919 року у с. Гутисько Бродське (парафія Пониква) Бродського повіту Тернопільського воєводства (нині село не існує) у сім'ї Яна Ольшанського та Марії Бойко, навчався у місцевій початковій школі, а пізніше — у Бродівській державній гімназії імені Юзефа Коженьовського.
1938 року склав іспити у гімназії та вступив до Львівської Вищої Духовної семінарії та на Богословський відділ Львівського університету. 15 листопада 1942 року архієпископ Болеслав Твардовський висвятив Яна Ольшанського у Львові в семінарійному костелі на священика.
21 листопада 1942 року призначений вікарієм парафії Качанівка Підволочиського району Тернопільської області, де пропрацював два роки. У 1944 році переїхав на Поділля, у Городок-Подільський, і там після арешту місцевих священиків був єдиним душпастирем для католиків на території у кількасот квадратних кілометрів. Був священником у Фельштині, Кутківцях, Купині і Ярмолинцях. 1946 року під тиском радянської влади переїхав до Львова, служив вікарієм парафії Матері Божої Сніжної, допомагав також священикам з інших парафій. У 1948 році влада змусила покинути Львів; повернувся на Поділля, у Городок-Подільський. Там (за винятком короткого часу вимушеного перебування у Хмельницькому) продовжував душпастирську працю. 1959 року радянська влада виселила його до села Маниківці Деражнянського району, де провадив душпастирську працю, а також нелегально — в інших місцевостях Хмельницької області. У 1980-х вступив до згромадження маріанів, у якому в 1988 році склав вічні обіти.

## Єпископ
Із відновленням римсько-католицької ієрархії в Україні 16 січня 1991 року Папа Іван Павло II призначив його єпископом-ординарієм відновленої Кам'янець-Подільської дієцезії.
2 березня 1991 року висвячений на єпископа у Львівській катедрі Львівським архієпископом Мар'яном Яворським, єпископом Станіславом Новаком з Ченстохови (Польща) та єпископом Тадеушем Кондрусевичем з Гродна (Білорусь). 8 квітня 1991 року відбулось урочисте впровадження до Кам'янець-Подільського кафедрального собору. 4 травня 2002 року Папа Іван Павло II звільнив його від обов'язків єпископа-ординарія дієцезії, став єпископом-емеритом.
Ян Ольшанський помер 23 лютого 2003 року в Кам'янці-Подільському, похований у підземеллі катедри.

## Беатифікація
Беатифікаційний Процес розпочато з 2019 року.
23 лютого 2023 року у м. Кам'янці-Подільському відбулася І сесія беатифікаційного процесу на дієцезіальному рівні. Після Літургії відбувся молебень та молитва за посередництвом Слуги Божого Яна Ольшанського, також перше засідання у справі беатифікації та канонізації о. Яна Ольшанського.

## Вшанування пам'яті
У місті Кам'янець-Подільський вулицю Збарського перейменували на честь Яна Ольшанського.